# 植田正志
植田正志註1（日语：／ Ueda Masashi，1947年5月27日—）為出身日本東京都世田谷區的男性四格漫畫家，代表作品有《西瓜皮先生》、《人小鬼大》、《頑皮大師》等。

## 經歷

### 早年
出身於普通上班族家庭，為家中最小的么子，上有兩個兄長，個人血型為A型。個人小時雖然就喜歡繪畫，但並沒有特別熱衷的漫畫作品。
青年時在東京都立田園調布高中期間裡曾加入橄欖球社，當時曾因鍛鍊體能不適把身體操壞，而在醫院住了一段時間。之後評估自己不適合融入團體活動，想投入適合單獨完成的事項，便開始將目標放在攝影記者上。
在就讀中央大學文學系時，植田另在位於千代田區的東京寫真專門學院上夜間班。當時是日本學生運動盛行的期間，某次植田在拍攝學生運動的情況時，發現到有人抱持著玩樂的心態來參加學運而感到失望，因此放棄走上攝影記者的職務。

### 漫畫家時期
從大學畢業後，植田在哥哥開設的補習班裡一邊幫忙，一邊揣摩繪畫四格漫畫的方法。
1971年植田正志在《週刊漫畫TIMES》上以的筆名，發表首次刊登的作品。之後同樣在《週刊漫畫TIMES》推出個人首部創作的四格漫畫系列。
之後植田開始長期投入四格漫畫創作，在1980年後陸續發表了《頑皮大師》、《痞子阿正》、《人小鬼大》等代表作。其中《頑皮大師》曾在發行的7集單行本內達到400萬冊的銷售紀錄，而《人小鬼大》也在2010年6月14日達到第一萬篇的連載紀錄，以及在2017年4月1日邁向了第35週年的連載。

## 發表作品

### 四格漫畫
| 作品原名 | 繁體中文譯名   | 繁體中文譯名       | 繁體中文譯名 | 繁體中文譯名 | 簡體中文譯名 | 簡體中文譯名       |
| 作品原名 | 故鄉文化       | 大然文化、尚禾文化 | 茉莉出版     | 東立出版社   | 譯林出版社   | 中國少年兒童出版社 |
| -------- | -------------- | ------------------ | ------------ | ------------ | ------------ | ------------------ |
|          | 頑皮大師       | 凸槌阿新           |              |              | 碰丁先生傳   |                    |
|          | 不一樣先生     |                    |              | 西瓜皮先生   |              |                    |
|          | 痞子阿正       | 痞子阿正           |              |              |              |                    |
|          | 痞子阿正上班了 |                    | 酷哥阿正     |              |              |                    |
|          |                |                    |              |              |              |                    |
|          | 糊塗老爹       | 烏龍課長           |              |              |              |                    |
|          | 淘氣阿寶       |                    |              | 人小鬼大     |              | 小穗               |
|          |                | 不良站長           |              |              |              |                    |
|          | 天才老媽       | 天才老媽           |              |              | 草包阿姨     |                    |
|          |                |                    |              | 樂天爸爸     |              |                    |
|          |                |                    |              |              |              |                    |
|          |                |                    |              |              |              |                    |
|          |                |                    |              |              |              |                    |
|          |                |                    |              |              |              |                    |

### 電子遊戲插圖
- 為2011年遊戲《幽靈王國》提供在角色宣稱要顯露出他的真面目場景中，突然冒出來的插圖。

### 動畫插圖
- 為2017年動畫《來自深淵》提供第7集片尾插圖

## 獎項榮譽
- 以作品《頑皮大師》獲得1982年第28屆文藝春秋漫畫獎[7]。
- 以作品《人小鬼大》、《烏龍課長》獲得1999年第28屆日本漫畫家協會獎的優秀獎[8]。
- 以作品《西瓜皮先生》獲得2016年第45屆日本漫畫家協會獎的部門獎[9]。

## 私人
植田正志在1982年相親結婚，育有兩女。
在青年時想從事攝影記者的期間裡，個人所欣賞的攝影師有安德魯·弗里德曼、東松照明、奈良原一高等人。
私下鮮少在讀者面前公開露面，2011年12月2日播放的由松本人志主持的富士電視網則是植田少數登場的綜藝節目。